# Ривера, Хосе Эустасио
Хосе Эустасио Ривера Салас (исп. José Eustasio Rivera Salas; 19 февраля 1888 — 1 декабря 1928) — колумбийский писатель, дипломат, юрист, адвокат, поэт, прежде всего известный как автор романа «Пучина».

## Детство и молодость
Родился 19 февраля 1888 года в местечке Агуас-Кальентес — пригороде Нейвы. В том же году городок был включён в муниципалитет Сан-Матео, который позже получил имя Ривера в честь писателя. Его отцом был Эустасио Ривера Эскобар, матерью — Каталина Салас. Хосе был первым сыном, и пятым из одиннадцати детей, восемь из которых (Хосе Эустасио, Луис Энрике, Маргарита, Вирхиния, Лаура, Сусана, Хулия и Эрнестина) дожили до зрелого возраста.
Несмотря на скудные средства семьи, он получил образование в католической школе благодаря помощи родственников и его собственным стараниям. Он посещал школу Санта-Либрада в Нейве и Сан-Луис-Гонзага в Элиасе. В 1906 году он получил грант на обучение в средней школе в г. Богота. В 1909, после окончания обучения, он переехал в Ибаге, где стал работать школьным надзирателем. В 1912 году он поступил на факультет Права и Политических наук Национального университета Колумбии, и закончил его в профессии юриста в 1917 году.

## Дальнейшая жизнь
После проигрыша на выборах в Сенат, он был назначен секретарём колумбийско-венесуэльской пограничной комиссии для определения границ с Венесуэлой, благодаря чему получил возможность путешествовать через джунгли, реки и горы, что позволило ему составить собственное впечатление о вещах, которым впоследствии будет посвящено его творчество. Разочарованный недостаточным количеством средств, предоставленных ему правительством, он покинул комиссию и продолжил путешествия самостоятельно. Через некоторое время он вернулся в комиссию, но перед этим посетил Бразилию, где познакомился с трудами бразильских писателей того времени, в частности — Эуклидиса да Кунья. В этот период он ближе познакомился с жизнью на равнинах Колумбии и проблемами, связанными с добычей каучука в джунглях Амазонки. Этот вопрос будет занимать центральное место в его главном труде, романе «Пучина» (La vorágine, 1924), который ныне принято считать одним из самых важных в истории латиноамериканской литературы. Чтобы написать этот роман, Ривера очень много читал о рабочих резиновой промышленности в бассейне Амазонки.
После успеха романа в 1925 году Ривера был избран в Службу иностранных дел и колонизации. Кроме того, он печатал статьи в колумбийских газетах, в которых выражал недовольство по поводу нарушений в государственных контрактах и осуждал упадок каучуковой промышленности и плохое обращение с рабочими.

## Смерть
Ривера приехал в Нью-Йорк в последнюю неделю апреля 1928 года с надеждой на то, что его роман будет переведён на английский язык, опубликован в Соединённых Штатах и экранизирован, так как он считал, что это принесёт известность колумбийской культуре в других странах.
27 ноября он перенёс приступ судорог, и был доставлен в больницу, где он оставался в течение четырёх дней в коматозном состоянии до своей кончины 1 декабря, 1928.
После смерти его тело было перевезено из Нью-Йорка в Барранкилью на корабле «Сихаола», принадлежащем Юнайтед фрут Компани. По прибытии в порт тело писателя было перевезено с крёстным ходом в кафедральный собор Святого Николая из Толентино, где по Ривере был дан реквием и его тело заложено в часовня chapelle ardente. Затем вниз по Магдалене он был доставлен в Жирардо на почтовом пароходе «Гонсалес Карбонель», а оттуда поездом в Боготу 7 января 1929 г. Тело доставили прямо к Капитолио Насиональ, где оно было помещено в гроб для всеобщего обозрения. Ривера был окончательно похоронен на Центральном кладбище Боготы 19 января.

## Избранные труды
- La Vorágine. — Bogotá : Pontifical Xavierian University, 1924. — ISBN 978-958-683-760-6.
- Tierra de Promisión. — Bogotá : Pontifical Xavierian University, 1921. — ISBN 978-958-683-958-7.